# Отац (ТВ филм)
„Отац” је југословенски ТВ филм из 1965. године. Режирао га је Србољуб Станковић а сценарио су написали Бранислав Брана Петровић и Слободан Стојановић.

## Улоге
| Глумац                  | Улога |
| ----------------------- | ----- |
| Никола Милић            |       |
| Милан Милошевић         |       |
| Божидар Павићевић Лонга |       |
| Владимир Поповић        |       |
| Бора Тодоровић          |       |
| Мирјана Вачић           |       |